# Magnolia duperreana
Magnolia duperreana är en magnoliaväxtart som beskrevs av Jean Baptiste Louis Pierre. Magnolia duperreana ingår i släktet Magnolia och familjen magnoliaväxter. Inga underarter finns listade i Catalogue of Life.